# Queen: The Studio Experience
Queen: The Studio Experience — музей у місті Монтре, Швейцарія, присвячений британському рок-гурту Queen. Він розташований у колишній студії звукозапису Mountain Studios у Казино Монтре. Queen робили записи в студії з 1978 по 1995 рік. Музей було відкрито 2 грудня 2013 року рок-музикантом учасником гурту Браяном Мейєм.

## Колекція
Музей демонструє історію гурту Queen та їхні стосунки з Монтре. Колекція включає пам'ятні речі гурту, такі як рукописні тексти пісень (включаючи концептуальну версію пісні One Vision), костюми, які носили під час виступів, рекламні матеріали та сингли. За скляною пластиною захищені останні рядки, написані Фредді Мерк'юрі, коли він був у Монтре в 1991 році. Також є різні музичні інструменти, такі як бас-гітара Джона Дікона, ударна установка Роджера Тейлора та репліка синтезатора Браяна Мейя. Диспетчерська студії звукозапису не змінилася з початкового стану, за винятком оригінального мікшерного пульта Neve, який був замінений репродукцією, що дозволяє відвідувачам створювати ремікси деяких класичних пісень Queen.

## Історія
Гурт Queen вперше приїхав до Монтре у 1978 році, щоб записати свій альбом Jazz. У той час Mountain Studios була відома як одна з найкраще обладнаних студій звукозапису в Європі, яка, серед іншого, містила 24-доріжковий швейцарський рекордер Studer. Наступного року гурт придбав студію, а також здавав її в оренду іншим гуртам, таким як Led Zeppelin та Yes. Тут Queen записали пісні для семи власних альбомів, включаючи Bicycle Race (1978), Under Pressure (1981) та The Show Must Go On (1990). Велосипедні перегони були натхненні Тур де Франс, що проходив через місто у 1978 році.
Студія знаходилася в казино. Фонд Mercury Phoenix Trust створив Queen: The Studio Experience. Це невеликий музей, вхід до якого безкоштовний.

## Галерея

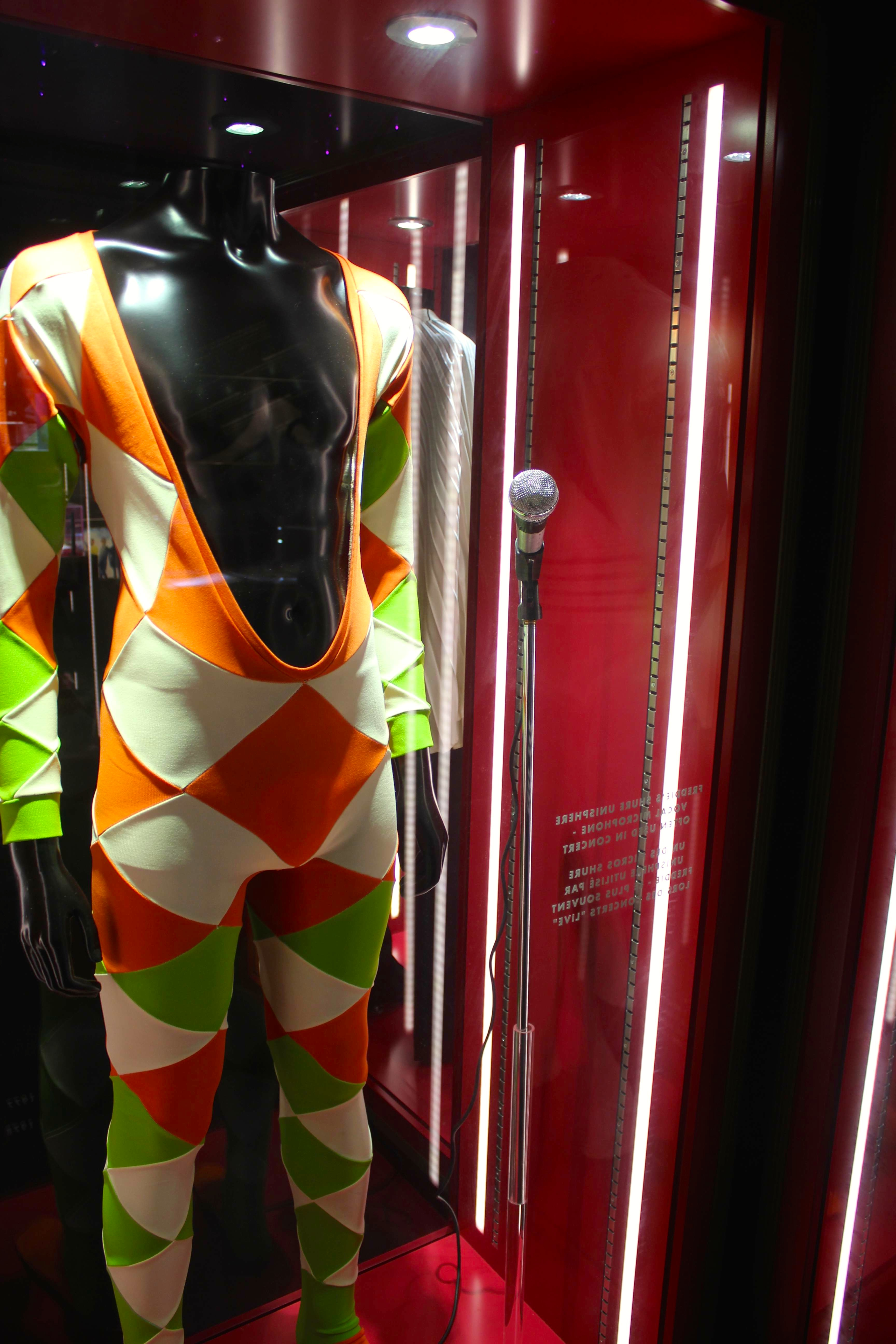
Вбрання Queen в музеї
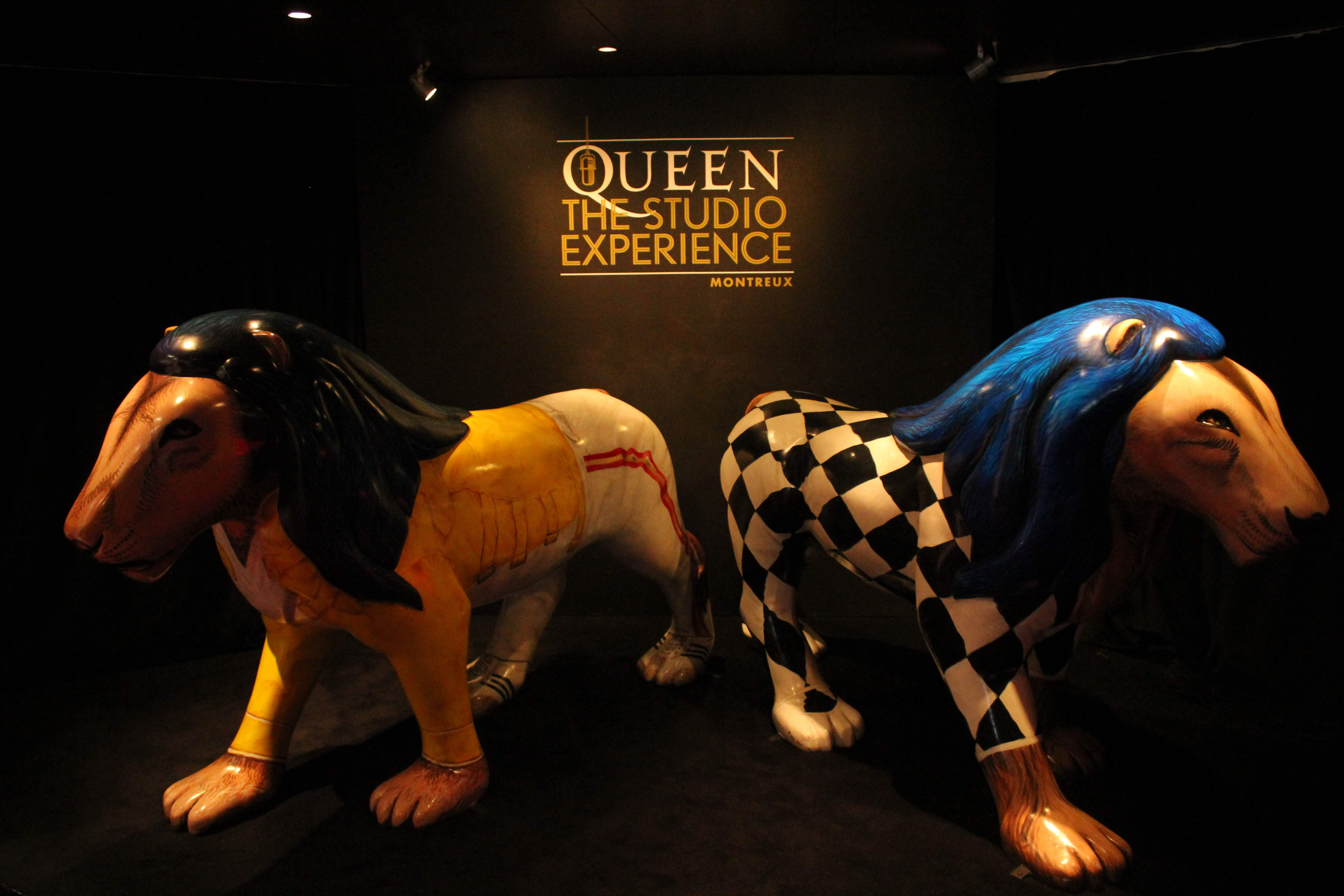
Вхід до музею
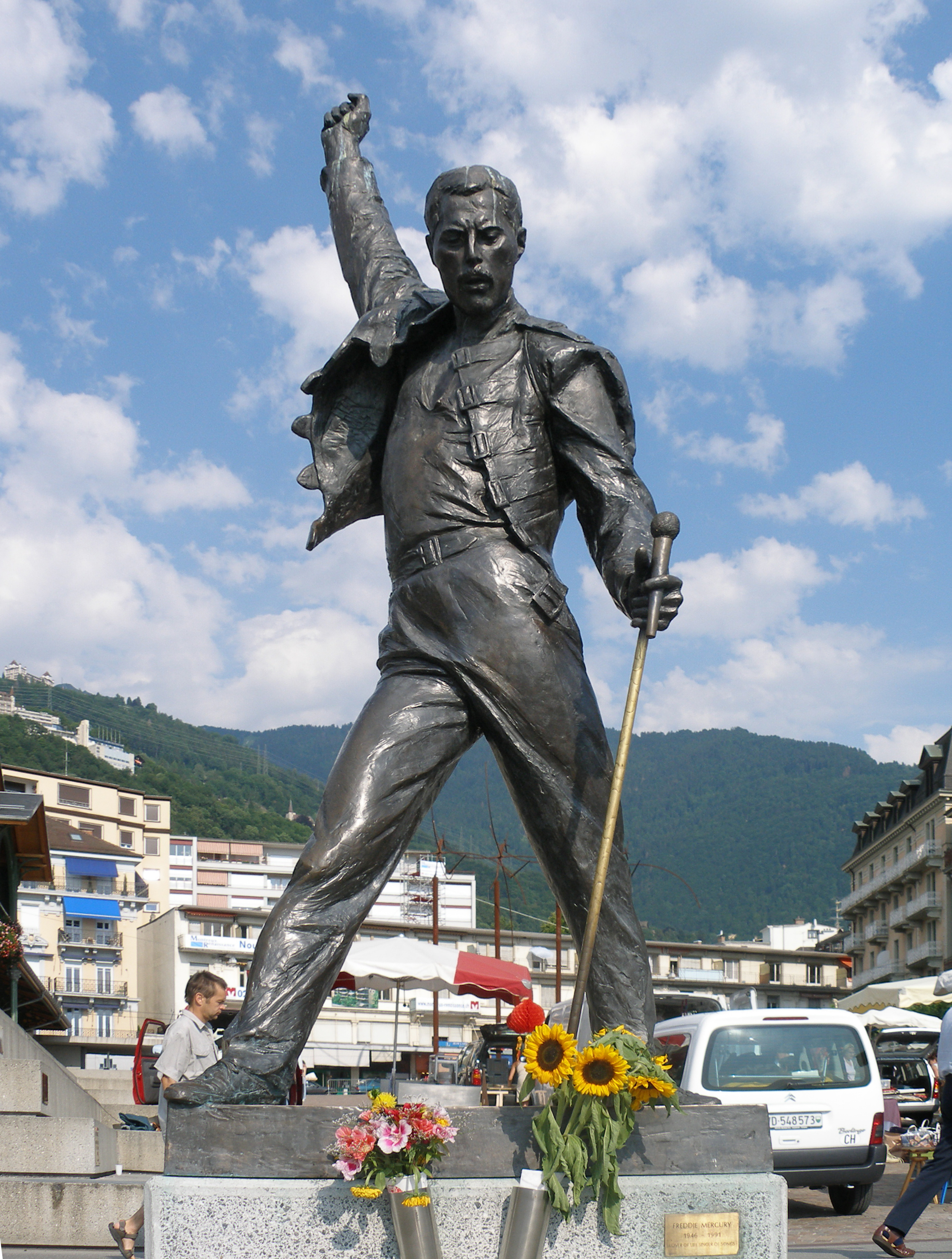
Статуя Фредді Мерк'юрі на площі Марше
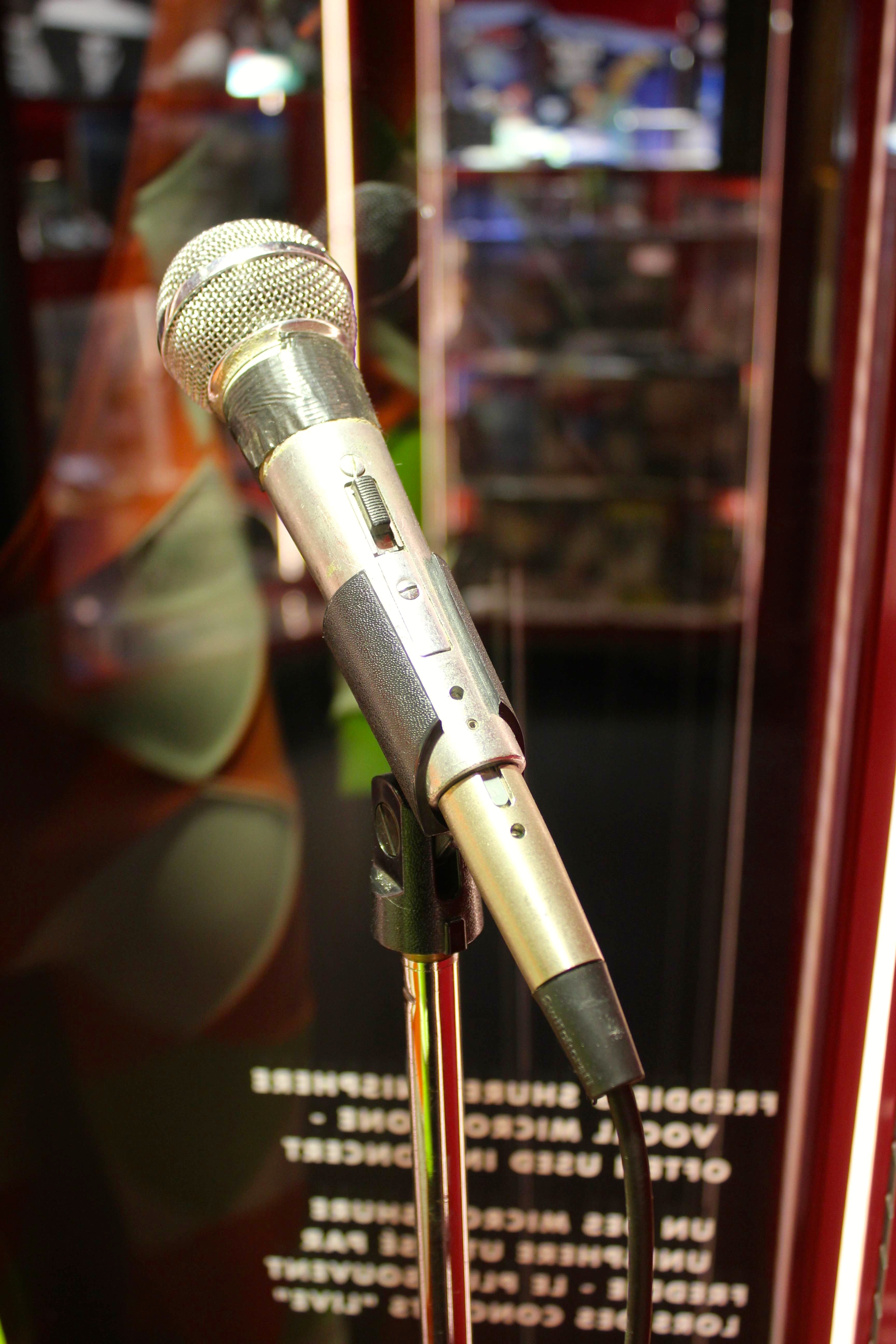
Мікрофон для казино, який був єдиним спогадом протягом багатьох років